# 시애틀 포스트인텔리젠서

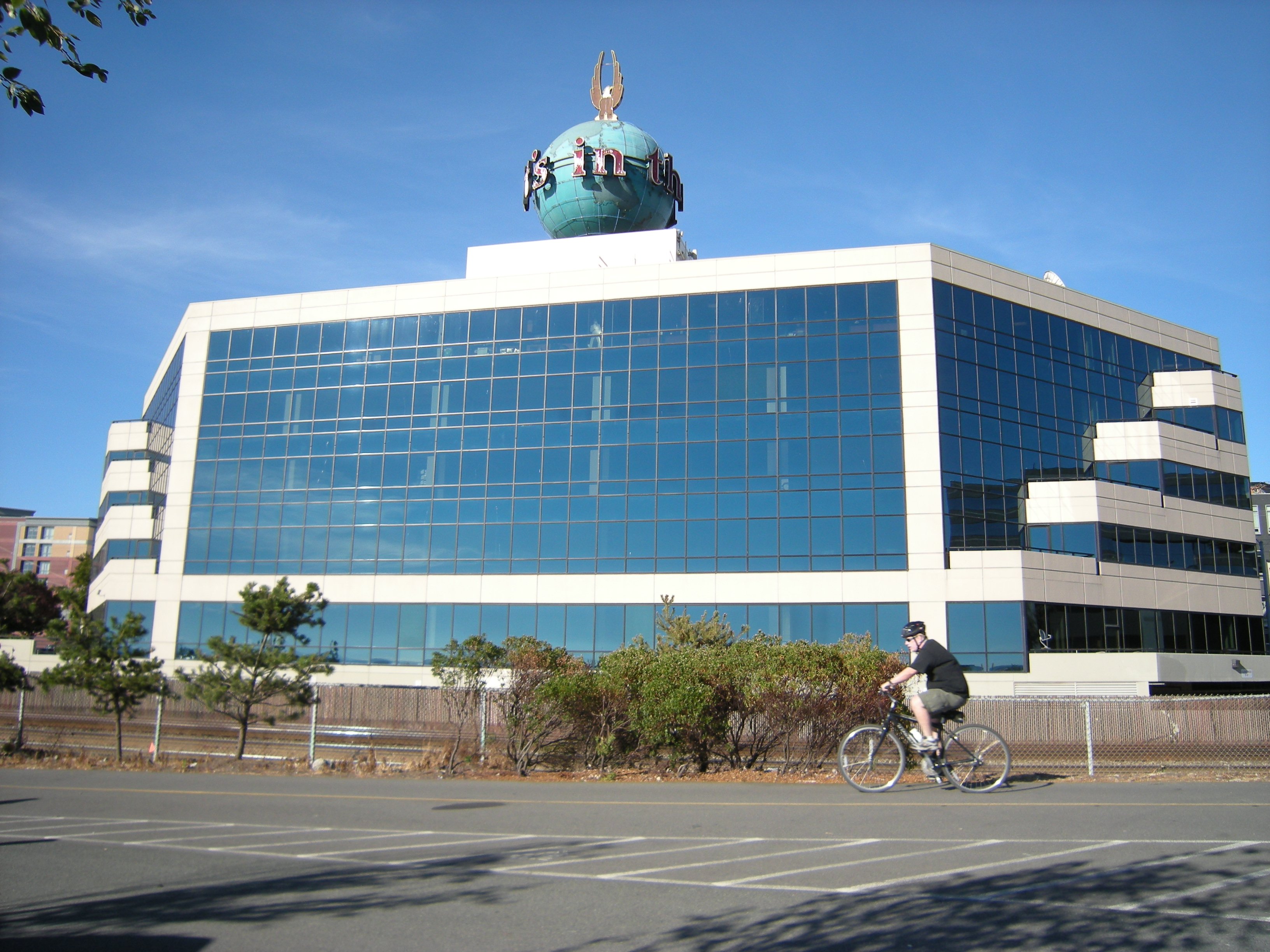

시애틀 포스트인텔리젠서(영어: Seattle Post-Intelligencer)는 미국 워싱턴주의 시애틀에서 발행되는 인터넷 신문이다.

## 역사
시애틀 최초의 신문으로 시애틀 가제트(Seattle Gazette)라는 제호로 1863년 12월 10일 창간되었으며, 편집자는 J.R. 왓슨이었다. 몇 년 뒤 폐간돼서 위클리 인텔리젠서(Weekly Intelligencer)로 발행되기 시작했다. 그 후 주간에서 조간의 일간신문으로 전환되었고 여러 신문들을 통폐합하고 소유주가 바뀌는 과정을 거쳤고, 1881년 인텔리젠서가 시애틀 포스트(Seattle Post)를 인수하였다. 시애틀 포스트인텔리젠서는 인텔리젠서와 포스트의 두 신문의 이름을 결합한 것이다.
1911년 발행부수가 31,000부에 이르렀다. 1921년 윌리엄 랜돌프 허스트가 경영권을 사들이면서 허스트 사가 현재까지 신문 발행권을 갖고 있다.
프랭클린 루스벨트 대통령 엘리너 루스벨트 부부와 특별한 인연을 갖고 있는 신문사이기도 하다. 루스벨트가 대통령 재직중이던 1936년, 그들의 사위인 존 보티거가 편집자로서 일하게 됐고 경영권을 갖게 되었고, 루스벨트의 딸이자 보티거의 부인인 애나도 시애틀로 옮겨 함께 신문사 일을 하게 되었다. 애나는 여성 관련 내용을 담당했다. 보티거는 육군에 입대하여 1943년 4월 일을 그만두었으나, 애나는 계속 신문사에서 진보주의적인 편집을 하였다. 그러나 애나도 곧 시애틀을 떠나 아들 조니와 함께 지내기 위해 백악관으로 옮겨 루스벨트와 이 신문의 인연이 끝나게 된다.
2006년 12월 15일 태평양 북서부 지방을 강타한 폭풍으로 70년 만에 신문 발행이 일시 중지되기도 했다. 이 신문은 종이 신문의 쇠퇴로 경영 악화에 직면하였으며, 허스트 사는 신문을 매물로 내놓았으나 매수자가 나오지 않았다. 이에 신문은 종이 신문을 폐지하고 인터넷판만 발행하기로 결정, 2009년 3월 17일 종이신문을 폐간하고 인터넷 신문으로 전환하였다. 기존 종이신문 정기구독자는 시애틀의 경쟁지 시애틀 타임스 독자로 자동 전환되었다.

## 대중 문화
시애틀 포스트인텔리젠서 하면 대중이 떠올리는 이미지는 시애틀에 있는 본부 위의 18.5톤의 지구본이다. 네온으로 되어 있는데 바로 앞의 엘리엇 만을 마주하고 있다.